# Campeonato de Clubes de la CFU 2020
El Campeonato de Clubes de la CFU 2020 fue la edición número 22 de este campeonato regional de clubes. En esta ocasión participaron seis equipos, los campeones y subcampeones de Haití, Jamaica y República Dominicana, debido a que los dos equipos representativos de Trinidad y Tobago, a saber el W Connection (campeones de la TT Pro League 2018) y Central FC (subcampeones de la TT Pro League 2018), no se les permitió competir en el Campeonato de Clubes de la CFU 2020.
Debido a la Pandemia del COVID-19, la Unión Caribeña de Fútbol y la Concacaf decidieron cancelar la temporada, como resultado para clasificarse a la Liga de Campeones 2021 y a Liga Concacaf 2020 se tomaron en cuenta los resultados de la fase de grupos.

## Participantes
| País                 | Equipo                           | Vía de clasificación                                                                                             |
| -------------------- | -------------------------------- | --- |
| Haití                | Arcahaie FC Don Bosco FC         | Campeón de la Serie de Apertura 2019 Campeón de la Serie de Clausura 2018                                        |
| Jamaica              | Portmore United FC Waterhouse FC | Campeón de la Liga Premier Nacional de Jamaica 2018-19 Subcampeón de la Liga Premier Nacional de Jamaica 2018-19 |
| República Dominicana | CA Pantoja Cibao FC              | Campeón de la Liga Dominicana de Fútbol 2019 Ganador de la tabla acumulada de la Liga Dominicana de Fútbol 2019  |

## Fase de grupos
El sorteo se llevó a cabo el 4 de diciembre de 2019 en la sede de la Cooncacaf, en Miami, Estados Unidos. Los seis equipos se dividieron en dos grupos de tres. Los dos anfitriones de la fase de grupos de Jamaica, Waterhouse FC y Portmore United FC, fueron colocados en el Bote 1 y asignados a los Grupos A y B, respectivamente. Los dos equipos de la República Dominicana se colocaron en el Bote 2, mientras que los dos equipos de Haití se colocaron en el Bote 3. Esto aseguró que los equipos del mismo país no pudieran ser agrupados en el mismo grupo.

### Grupo A
| Pos. | Equipo        | Pts. | PJ | PG | PE | PP | GF | GC | Dif. |
| ---- | ------------- | ---- | -- | -- | -- | -- | -- | -- | ---- |
| 1.º  | Waterhouse FC | 4    | 2  | 1  | 1  | 0  | 3  | 0  | 3    |
| 2.º  | Cibao FC      | 2    | 2  | 0  | 2  | 0  | 1  | 1  | 0    |
| 3.º  | Don Bosco FC  | 1    | 2  | 0  | 1  | 1  | 1  | 4  | −3   |

|  | Avanza a semifinales |

- Fuente: Concacaf

| 29 de enero de 2020 | Waterhouse FC | 0:0 (0:0) | Cibao FC | Anthony Spaulding Sports Complex, Kingston |                             |
| 19:00               |               | Reporte   |          | Árbitro(s): Benjamin Whitty                | Árbitro(s): Benjamin Whitty |

| 31 de enero de 2020 | Cibao FC        | 1:1 (1:0) | Don Bosco FC   | Anthony Spaulding Sports Complex, Kingston |                            |
| 15:00               | Pablo Marisi 7' | Reporte   | Alan Aciar 62' | Árbitro(s): Rubiel Vazquez                 | Árbitro(s): Rubiel Vazquez |

| 02 de febrero de 2020 | Waterhouse FC                                 | 3:0 (2:0) | Don Bosco FC | Anthony Spaulding Sports Complex, Kingston |                              |
| 18:00                 | Rafeik Thomas 17', 66' · Sthepen Williams 37' | Reporte   |              | Árbitro(s): Ricangel de Leça               | Árbitro(s): Ricangel de Leça |

### Grupo B
| Pos. | Equipo             | Pts. | PJ | PG | PE | PP | GF | GC | Dif. |
| ---- | ------------------ | ---- | -- | -- | -- | -- | -- | -- | ---- |
| 1.º  | Atlético Pantoja   | 6    | 2  | 2  | 0  | 0  | 6  | 0  | 6    |
| 2.º  | Arcahaie FC        | 3    | 2  | 1  | 0  | 1  | 1  | 2  | −1   |
| 3.º  | Portmore United FC | 0    | 2  | 0  | 0  | 2  | 0  | 5  | −5   |

|  | Avanza a semifinales |

- Fuente: Concacaf

| 05 de febrero de 2020 | Portmore United FC | 0:4 (0:2) | Atlético Pantoja                                                    | Anthony Spaulding Sports Complex, Kingston |                          |
| 19:00                 |                    | Reporte   | Nerlin Saint-Vil 4', 83' · Erick Ozuna López 37' · Luis Espinal 90' | Árbitro(s): Erick Lezama                   | Árbitro(s): Erick Lezama |

| 07 de febrero de 2020 | Atlético Pantoja                           | 2:0 (2:0) | Arcahaie FC | Anthony Spaulding Sports Complex, Kingston |                                  |
| 15:00                 | Nerlin Saint-Vil 80' · Leonardo Ossa 90+4' | Reporte   |             | Árbitro(s): Diego Montaño Robles           | Árbitro(s): Diego Montaño Robles |

| 09 de febrero de 2020 | Portmore United FC | 0:1 (0:0) | Arcahaie FC     | Anthony Spaulding Sports Complex, Kingston |                          |
| 18:00                 |                    | Reporte   | Marc Beldor 85' | Árbitro(s): Kimbell Ward                   | Árbitro(s): Kimbell Ward |

## Fase Final
La fase final estaba originalmente programada para jugarse del 8 al 13 de mayo de 2020, en el Estadio Olímpico Félix Sánchez en Santo Domingo, República Dominicana. El 3 de abril de 2020, la Concacaf anunció la suspensión de la etapa final debido a la Pandemia de Covid-19, y las nuevas fechas se confirmarán más adelante. Sin embargo se cancelarían definitivamente por la emergencia sanitaria.
Por haber finalizado con el mejor rendimiento entre los clasificados a la fallida fase final de este torneo, Atlético Pantoja de República Dominicana fue declarado clasificado a la CONCACAF Liga de Campeones 2021, mientras que Waterhouse FC de Jamaica, Arcahaie FC de Haití y el también dominicano Cibao FC, representarían a la región en la Liga Concacaf 2020.

### Semifinales
|  | Waterhouse FC | Cancelado | Arcahaie FC |  |  |
|  |               | Reporte   |             |  |  |

|  | Atlético Pantoja | Cancelado | Cibao FC |  |  |
|  |                  | Reporte   |          |  |  |

### Tercer Lugar
|  |  | Cancelado |
|  |  | Reporte   |

### Final
|  |  | Cancelado |
|  |  | Reporte   |

## Goleadores
| Pos. | Jugador           | Equipo           | Goles |
| ---- | ----------------- | ---------------- | ----- |
| 1    | Nerlin Saint-Vil  | Atlético Pantoja | 3     |
| 2    | Rafeik Thomas     | Waterhouse FC    | 2     |
| 3    | Pablo Marisi      | Cibao FC         | 1     |
| 4    | Sthepen Williams  | Waterhouse FC    | 1     |
| 5    | Erick Ozuna López | Atlético Pantoja | 1     |
| 6    | Luis Espinal      | Atlético Pantoja | 1     |
| 7    | Leonardo Ossa     | Atlético Pantoja | 1     |
| 8    | Marc Beldor       | Arcahaie FC      | 1     |

## Clasificación a la Liga de Campeones de la Concacaf y a la Liga Concacaf
| Pos. | Equipo           | Pts. | PJ | PG | PE | PP | GF | GC | Dif. |
| ---- | ---------------- | ---- | -- | -- | -- | -- | -- | -- | ---- |
| 1.º  | Atlético Pantoja | 6    | 2  | 2  | 0  | 0  | 6  | 0  | 6    |
| 2.º  | Waterhouse FC    | 4    | 2  | 1  | 1  | 0  | 3  | 0  | 3    |
| 3.º  | Arcahaie FC      | 3    | 2  | 1  | 0  | 1  | 1  | 2  | −1   |
| 4.º  | Cibao FC         | 2    | 2  | 0  | 2  | 0  | 1  | 1  | 0    |

|  | Liga de Campeones de la Concacaf 2021     |
|  | Octavos de final de la Liga Concacaf 2020 |
|  | Ronda preliminar de la Liga Concacaf 2020 |